# České sedátko
České sedátko, známé také pod názvem Paraplíčko, je menší altán postavený ve stráni nad Slovenskou ulicí na pravém břehu řeky Teplé v jižním okraji města Karlovy Vary. Stavebníkem byl lord Findlater.

## Historie

### James Ogilvy Findlater
Altán nechal postavit lord James Ogilvy Findlater, skotský šlechtic, peer Sněmovny lordů, který nalezl v Karlových Varech nejen uzdravení, ale též politický azyl pod zákony Rakouska. V roce 1793 navštívil karlovarské lázně poprvé a do roku 1810 se zde léčil celkem čtrnáctkrát.
Lord byl významným patronem Karlových Varů a přispíval nemalými peněžními částkami místním charitativním organizacím na zlepšení města a jeho okolí. Byl okouzlen okolními lázeňskými lesy a nechal zde zřídit či rozšířit mnohé promenádní cesty. Jako úkryt před nepříznivým počasím dal v lesích postavit empírový altán.
Jedna z lesních cest nese stále lordovo jméno – Findlaterova stezka. Roku 1804 nechala karlovarská městská rada na lordovu počest postavit trojboký sloup, který se již od doby svého vzniku jmenuje Findlaterův obelisk.

### Altán

#### Historie
Dorotiny nivy, louky za jižním okrajem lázeňské části města, patřily od konce 18. století k nejoblíbenějším procházkám lázeňských hostů a okouzlovaly i lorda Findlatera. Dal ve stráni nad nimi postavit malý vyhlídkový altán a nazval jej České sedátko.
V roce 2015 byl altán kompletně rekonstruován, tj.  podle dobových dokumentů byl vytvořen zcela nový objekt. Práce provedla firma Romana Kloučka, která se zabývá rekonstrukcemi a opravami objektů metodou tradičního tesařství. Náklady na opravu byly 213 000 korun, Karlovarský kraj přispěl 25 000 korunami.

#### Popis
Vyhlídkový altán, menší dřevěný přístřešek v podobě paraplíčka, stojí na pravém břehu řeky Teplé ve stráni nad Slovenskou ulicí na jižním okraji města. Dříve se z něj hledělo na Dorotiny nivy, které na stejné stráni připomíná Dorotin altán.